# Aphyocypris
Aphyocypris è un genere di pesci d'acqua dolce appartenenti alla famiglia Cyprinidae.

## Distribuzione e habitat
Questi pesci sono diffusi in Asia, tra Taiwan, Cina, Coree e Giappone, dove abitano fiumi e piccoli corsi d'acqua delle aree subtropicali.

## Descrizione
Sono pesci minuti, dal profilo idrodinamico, dorso poco arcuato, profilo ventrale pronunciato soltanto dalle femmine. Le pinne sono piccole, la livrea piuttosto scialba, grigio-trasparente, con dominanti di colore variabili dal giallo limone al rosa cupo, secondo la specie. 

Le dimensioni variano dai 5 agli 8 cm, secondo la specie.

## Specie
Al genere appartengono 4 specie:
- Aphyocypris amnis
- Aphyocypris chinensis
- Aphyocypris kikuchii
- Aphyocypris lini